# Jon Richardson
Jon Joel Richardson (født 26. september 1982) er en engelsk komiker. Han er kendt for sin deltagelse i 8 Out of 10 Cats og 8 Out of 10 Cats Does Countdown og sit arbejde som medvært med Russell Howard på BBC 6 Music. Han har også været vært på Jon Richardson: Ultimate Worrier.

## Filmografi

### Tv og radio
| År           | Titel                                                  | Noter                                                  |
| ------------ | ------------------------------------------------------ | ------------------------------------------------------ |
| Ukendt       | After Hours                                            | Dokumentar                                             |
| 2005         | The Henry Kelly Show                                   |                                                        |
| 2005         | Live at the Comedy Store                               |                                                        |
| 2005         | Steve Lamacq's Roundtable                              | BBC 6 Music                                            |
| 2005         | Most Annoying Pop Moments: We Hate to Love             |                                                        |
| 2005         | Comedy Shuffle                                         | Optrådte i tre sketches med titlen "Fearing the Worst" |
| 2005         | 4 Stands Up                                            |                                                        |
| 2005         | Out to Lunch                                           |                                                        |
| 2005         | It's Debatable                                         |                                                        |
| 2005         | Never Write Off the Germans                            |                                                        |
| 2006–2008    | The Russell Howard Show                                | BBC 6 Music                                            |
| 2007         | 28 Acts in 28 Minutes                                  | BBC Radio 4                                            |
| 2008–2010    | The Jon Richardson Show                                |                                                        |
| 2009         | Michael McIntyre's Comedy Roadshow                     |                                                        |
| 2009         | Walk on the Wild Side                                  | Stemme                                                 |
| 2009 2010    | Never Mind the Buzzcocks                               |                                                        |
| 2009–2011    | Have I Got News for You                                |                                                        |
| 2010         | The Bubble                                             |                                                        |
| 2010         | Spicks and Specks                                      |                                                        |
| 2010         | Grouchy Young Men                                      |                                                        |
| 2010         | Different Like Me                                      |                                                        |
| 2010         | The Vote Now Show                                      |                                                        |
| 2010         | Richard Bacon's Beer & Pizza Club                      |                                                        |
| 2010         | The Museum of Curiosity                                |                                                        |
| 2010         | Act Your Age                                           | Holdkaptajn                                            |
| 2010         | 8 Out of 10 Cats                                       | Guest                                                  |
| 2010 2011    | Fighting Talk                                          |                                                        |
| 2011         | Stand Up for the Week                                  |                                                        |
| 2011         | The Graham Norton Show                                 |                                                        |
| 2011–2015    | 8 Out of 10 Cats                                       | Holdkaptajn                                            |
| 2012–mu      | 8 Out of 10 Cats Does Countdown                        | Holdkaptajn                                            |
| 2012         | Comedy World Cup                                       |                                                        |
| 2012         | A Little Bit OCD                                       |                                                        |
| 2012         | The Real Man's Road Trip: Sean & Jon Go West           |                                                        |
| 2013         | Room 101                                               | Gæst                                                   |
| 2013–2018    | Would I Lie to You?                                    | Gæst                                                   |
| 2014         | Jon Richardson Grows Up                                |                                                        |
| 2016         | Taskmaster                                             | Deltager                                               |
| 2016–2017    | The One Show                                           | Gæstevært; 4 episoder                                  |
| 2018–present | Jon Richardson: Ultimate Worrier                       | Vært                                                   |
| 2019         | Comedians Watching Football with Friends               |                                                        |
| 2019         | Saturday Kitchen                                       | Guest                                                  |
| 2020         | Meet the Richardsons                                   |                                                        |
| 2020         | Channel Hopping With Jon Richardson                    |                                                        |
| 2020         | The Jonathan Ross Show                                 | Gæst                                                   |
| 2020         | The Last Leg                                           | Gæst                                                   |
| 2020         | Saturday Morning with James Martin                     | Gæst                                                   |
| 2020         | 8 Out of 10 Cats Does Countdown Christmas Special 2020 | Holdkaptajn                                            |

### Stand-Up DVD'er
| År   | Titel          |
| ---- | -------------- |
| 2012 | Funny Magnet   |
| 2014 | Nidiot         |
| 2018 | Old Man - Live |

### Edinburgh credits
| År   | Titel                  | Noter                                                |
| ---- | ---------------------- | ---------------------------------------------------- |
| 2005 | Big Value Early Show   | Var ceremonimester                                   |
| 2006 | The Comedy Zone        |                                                      |
| 2007 | Spatula Pad            | Nomineret – Edinburgh Comedy Award for Best Newcomer |
| 2008 | Dogmatic               |                                                      |
| 2009 | This Guy at Night      | Nomineret – Edinburgh Comedy Award                   |
| 2010 | Don't Happy, Be Worry  |                                                      |
| 2010 | GIT                    | With Dan Atkinson and Lloyd Langford                 |
| 2011 | It's Not Me, It's You! |                                                      |